# ヒューストン・セイバーキャッツ
ヒューストン・セイバーキャッツ(Houston SaberCats)は、アメリカ合衆国・テキサス州ヒューストンに本拠地を置くラグビーユニオンクラブである。スタジアムはアヴィバ・スタジアム。

## 歴史
2017年、創設。
2018年シーズンからメジャーリーグラグビーに加入。

## スコッド
- カイノア・ロイド(カナダ代表)
- ウィルトン・レボロ(ブラジル代表)
- AJ・アラティム(サモア代表)
- タウタラタシ・タシ
- ゲリー・ラブスカフニ

## 歴代所属選手
- オセア・コリニサウ (7人制フィジー代表)
- マテオ・サンギネッティ (ウルグアイ代表)
- サンティアゴ・アラタ (ウルグアイ代表)
- アレハンドロ・ニエト (ウルグアイ代表)
- ポール・ミューレン(アメリカ代表)
- マット・トゥルヴィル(アメリカ代表)
- ニコロズ・カティアシヴィリ (ジョージア代表)
- ディエゴ・マグノ (ウルグアイ代表)
- アドリアン・ボーイセン (ナミビア代表)
- ヴィリー・ブリッツ
- ディーン・ミュアー
- モーガン・ミッチェル
- マロン・アリ＝ジェヴォリ(アメリカ代表)
- ダニー・バレット (7人制アメリカ合衆国代表)
- ハンコ・ジャーミスハイス(アメリカ代表)